# Ajman Club
Ajman Club é um clube de futebol emiradense sediado em Ajman.

## Títulos
- UAE Federation Cup: 2011
- Etisalat Emirates Cup: 2013
- UAE President Cup: 1983–84
- UAE Division One (2ª divisão): 2010–11 e 2016–17